# Faltbrett
Ein Faltbrett (oder auch Hemdenfalter, Wäschefalter, Falthilfe) ist ein Helfer aus Kunststoff oder seltener Pappe, der das systematische Zusammenlegen von Hemden, T-Shirts und anderen Wäschestücken erleichtert. Es handelt sich um ein Produkt, welches besonders in Deutschland über diverse Fernsehprogramme der sogenannten Shopping-TV-Sender vertrieben wird. Das US-Patent auf diesen Helfer wurde am 5. Oktober 2000 durch Deborah Barker eingetragen. Sie steht ebenfalls hinter FlipFold, der Firma, die das Original Faltbrett vertreibt.

## Beschreibung
Das Faltbrett besteht aus vier Teilen, die durch Gelenke miteinander verbunden sind. Man platziert das zu faltende Wäschestück darauf, klappt die Seitenteile zur Mitte, dann das Unterteil nach oben und das Textil wird somit sauber und auf einheitliche Größe gefaltet.

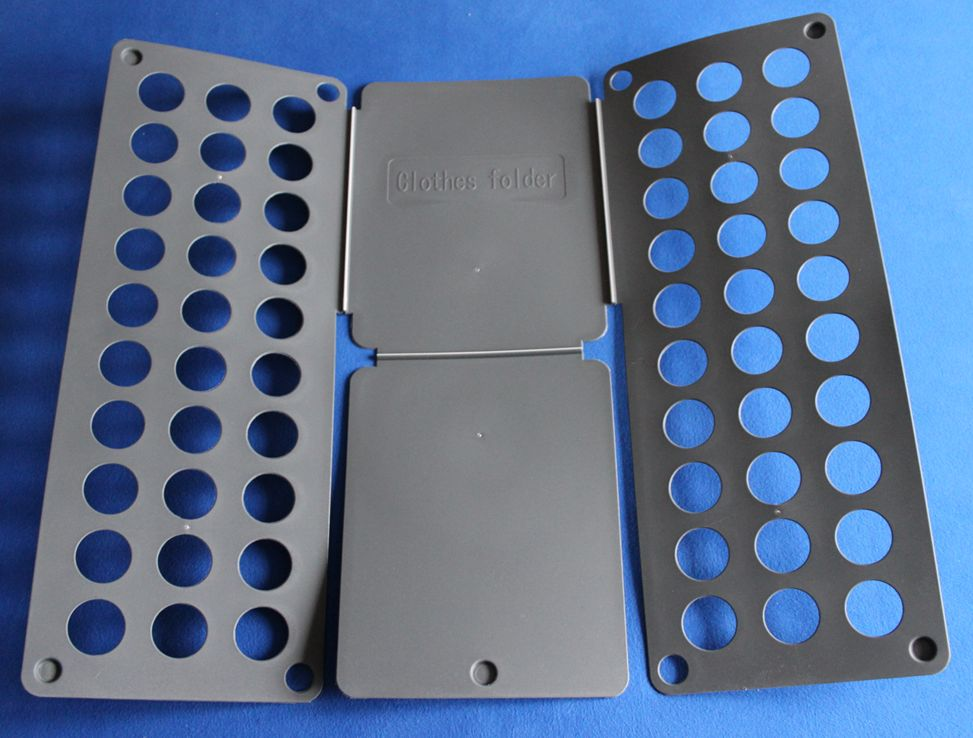
Faltbrett in Erwartung
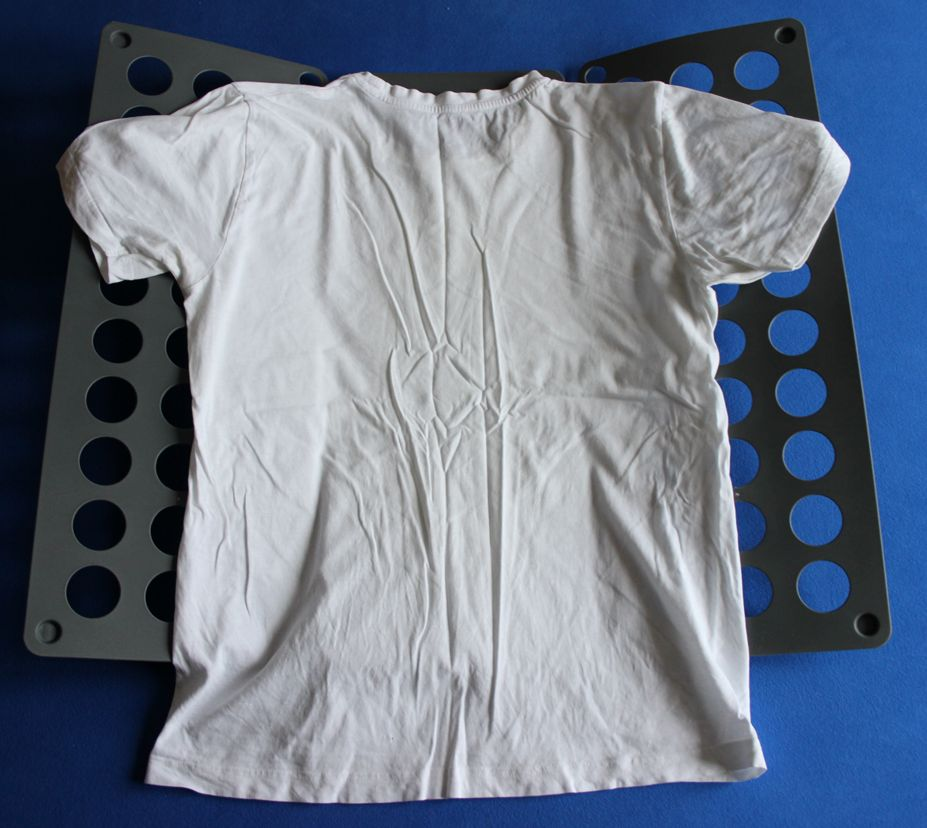
Faltbrett, T-Shirt aufgelegt
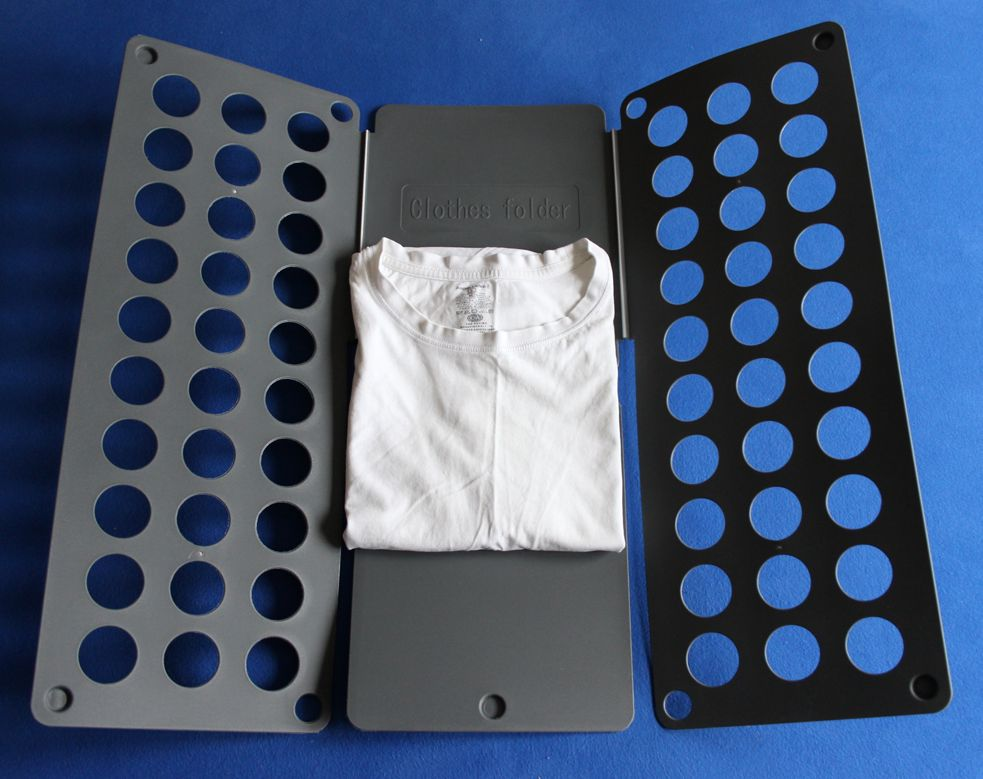
Faltbrett, T-Shirt gefaltet und fertig